# Eugène Jean de Bremaecker
 (décembre 2016).
Si vous disposez d'ouvrages ou d'articles de référence ou si vous connaissez des sites web de qualité traitant du thème abordé ici, merci de compléter l'article en donnant les références utiles à sa vérifiabilité et en les liant à la section « Notes et références ».

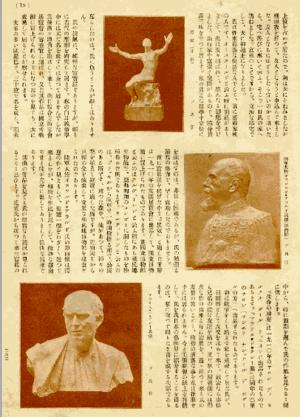
Un magazine japonais parlant d’Eug. J. de Bremaecker vers 1900.

Eugène Jean de Bremaecker, né à Bruxelles le 14 juillet 1879 et mort à Ixelles le 18 janvier 1963, est un sculpteur statuaire et médailleur belge.
Élève de Victor Rousseau et de Julien Dillens, il est l'auteur d'œuvres nombreuses tant en Belgique qu'à l'étranger.

## Biographie
Né le 14 juillet 1879, il a des débuts précoces si l’on en croit ses dires : « À cinq ans, j’étais déjà sculpteur en herbe ! Je modelais Dieu sait comment ! Malgré ces dispositions de mon jeune âge, mon père voulut que j’entre à l’Académie de Saint-Josse pour y faire l’ornementation. J’y entrai […] et au bout d’un mois j’y faisais de la sculpture ! J’allais ensuite à l’Académie de Bruxelles sur les conseils du maître Dillens. C’était en 1900. L’année suivante, j’étais reçu au Salon de Bruxelles. ».
Il est élève de Victor Rousseau puis Julien Dillens, mais il étudie aussi par lui-même d’autres grands maîtres, il explique : « Mais, lorsqu’on sort de l’Académie, que sait-on ? Tout au plus l’orthographe ! […] Il faut apprendre le métier. L’étude des anciens et des modernes s’impose d’elle-même. Je me suis consacré à leur étude. J’ai aimé Carpeaux surtout, le plus beau des sculpteurs. J’ai passé des heures, des semaines, des mois au Louvre, à tel point que les gardiens me désignait entre eux de la jolie appellation de Le Maniaque. Peu à peu, je me suis fait une conviction, j’ai travaillé ».
Eugène de Bremaecker visite les salons et les expositions, connaît les œuvres de ses contemporains comme Jef Lambeaux. Il est très sensible à la tradition de la culture belge, dont les nombreux créateurs issu du Nord du pays. Il se place en position charnière en le XIXe siècle dont il tire sa manière de travailler naturaliste et particulièrement expressive, et la première moitié du XXe siècle ou il réalise la partie la plus significative de son œuvre. Il jette ainsi un pont entre deux époques au-dessus du fossé de la Grande Guerre. 
Outre son activité artistique, il s’intéresse très tôt à la photographie. À peine âgé d’une douzaine d’années, il prend des photos sur la plage de Heyst du roi Léopold II qui s'adresse à lui pour l’encourager dans cette voie.[réf. nécessaire] Il réalise de nombreuses photographies pendant la Première Guerre mondiale. Il travaille aussi à l’amélioration de la télégraphie sans fil, notamment avec Marconi à Broomfield en 1912[réf. nécessaire].

## Revue de presse
En Belgique, le Journal d'Anvers du 30 mars 1928, sous le titre Nos sculpteurs Eugène de Bremaecker écrit : 
« Si le sculpteur n'a pas toujours la tâche facile, il a tout au moins - lorsqu'il possède à fond son métier - la grande satisfaction de produire une œuvre que l'on apprécie et que l'on admire. […] L'œuvre d'Eugène de Bremaecker est de qui s'impose en silence, et que l'on apprécie avec émotion. »

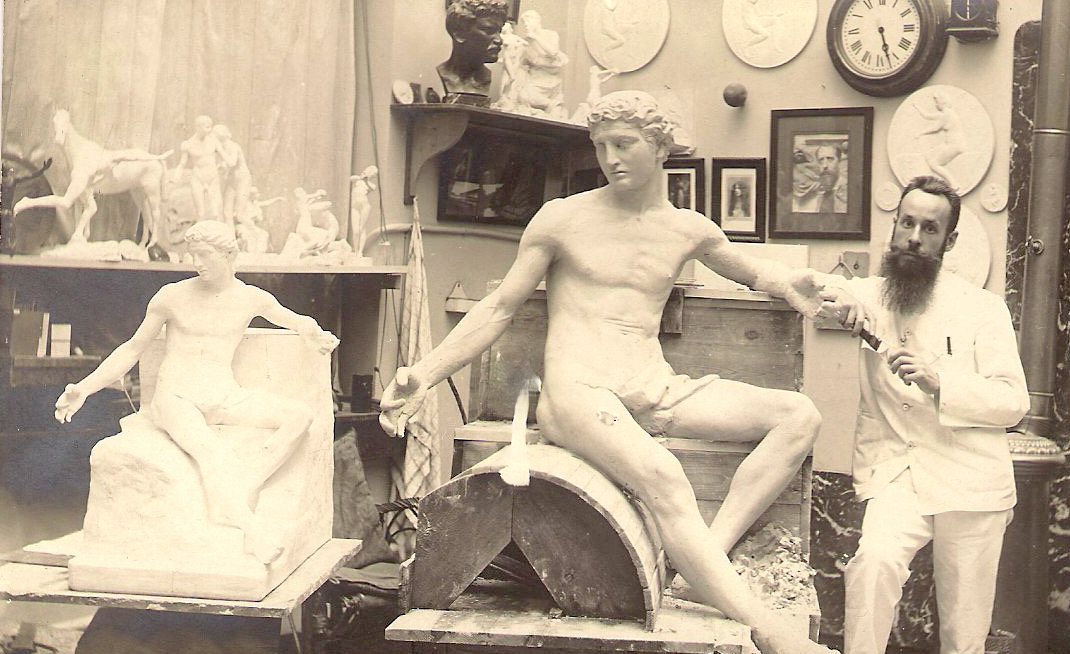
Eugène J. de Bremaecker travaillant à la statue de la tombe de la famille Cauderlier en 1911.

Parlant des salons de Paris le 23 mai 1926 le Neptune d'Anvers dit : 
« Le buste du cardinal Mercier est une des meilleures productions d'Eugène de Bremaecker ; le torse est drapé à la façon pittoresque des effigies du dix-septième siècle français, […] qui met en évidence la vie que respire le masque osseux et volontaire du prélat ascétique. ».
Le journal de Bruges et de la province n'était certes pas avare de compliments quand Pierre Huybrechts disait dans son édition du 25-26 mars 1928 : « On s'incline avec respect devant ce talent génial et l'art comprend pourquoi de Bremaecker a mérité les faveurs des grands de la terre, et jouit d'une réputation mondiale. ».
On peut signaler qu'Eugène de Bremaecker aura régulièrement l'honneur des colonnes dans des journaux comme La Dernière Heure, La Nation belge ou Le Soir pour la Belgique, et Le Temps ou Le Petit Parisien par exemple, pour la France.
La France sera attentive à ses créations, dans le Journal de la Seine le 18 mai 1930, on peut lire sous la plume d'Albert Parenty : 
« Au Salon Annuel qui se tient au Grand Palais, la section sculpture est particulièrement bien représentée cette année. De nombreux statuaires […] ont envoyé des œuvres dignes d'attention […] M. de Bremaecker, Neuilly, Malice, jolie tête et Par un beau matin, joli buste ».

On peut lire aussi, le 10 décembre 1926, dans Homme libre un article de René Barotte, sous le titre Les grands artistes modernes Eugène-Jean de Bremaecker statuaire : 
« Il y a quelques jours, j'ai rendu visite à Eugène de Bremaecker, sculpteur bien connu qui partage son activité créatrice entre ses ateliers de Neuilly et de Bruxelles. De ses compatriotes, nos grands amis les Belges, de Bremaecker possède la placidité apparente, au moins pour ceux qui le connaissant peu, l'entretiennent d'un sujet de la vie courante. Mais dès que vous lui parlez de son art aussitôt qu'il a senti en vous un ami spirituel, son visage s'épanouit, son regard prend un éclat particulier, la fougue l'emporte, il devient lyrique sans jamais se départir de la limpidité de langage dont il use pour vous exposer une esthétique puissante et lumineuse. Tandis que, joignant le geste à la parole, travaillant le bloc du doigt comme de l'ébauchoir pour lui donner vie il me révélait les secrets de son art, rapides les heures s'écoulèrent, trop vite il me fallut partir… à regret certes, mais heureux d'avoir rencontré un artiste (il en est peu à notre époque!) dont le talent était à la hauteur de la pensée… ».

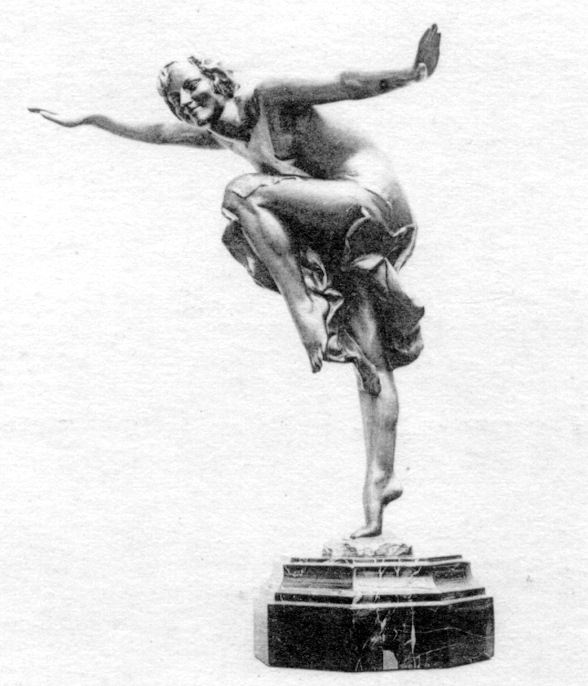
Danse folle

Ce n’est pas seulement dans la presse de Belgique et de France que l’on parle de son œuvre ainsi, dans le New York Herald du 19 avril 1927, sous le titre Art Paris Notes dans un article signé par George Bal : 
« - An exposition was opened on Friday at Trotti Galleris, place Vendôme, of the works of Eugène de Bremaecker, a Belgian sculptor, who, by numerous busts of well-know persons and and by his imaginative figures, proves that he is an artist, of greattalent. I noted at once bust of Prince Léopold of Belgium and those of Cardinal Mercier, Baron Gaiffier d’Hestoy, Belgian Ambassador in Paris, and many other political personalities which indicate wath a great knowledge of the art of portraiture their author possesses. As for the varied works of this artist they are those of Amfortas from “Parsifal”, full of an expression of human grieso intense and profound. This important figure was executed from sittings by M. Rouard, of the opéra. I noticed also an interesting “Salomé”, in bronze and “Méditation”, a figure of an adolescent in plaster as being among the most important of interesting exposition. »
La même année, le 17 février 1927, Eugène J. de Bremaecker faisait la couverture du Figaro Artistique avec le buste du Cardinal Mercier offert à l'Institut de France à l'occasion de la réception de S. M. le Roi Albert 1er de Belgique, le 18 décembre 1926. 

## Œuvres

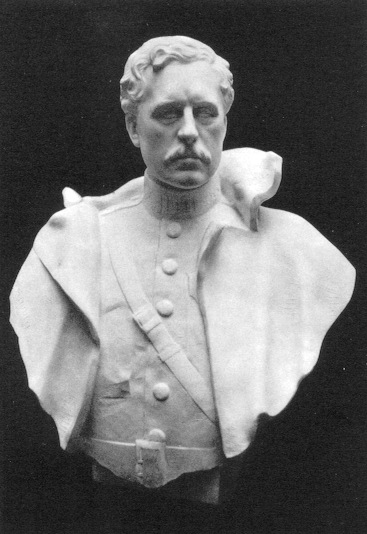
Buste d'Albert Ier par Eugène de Bremaecker (1923), exposé au Musée Belle-Vue, à Bruxelles.

Il est surtout reconnu aujourd'hui pour ses bustes officiels et ses danseuses. Le buste officiel du roi des Belges Albert Ier visible par exemple au musée BELvue place des Palais à Bruxelles, ou ses danseuses.
Il n’est donc pas étonnant qu’il fût reconnu très tôt par l’intelligentsia européenne, il fait entre autres, la médaille du roi Édouard VIII. Il est nommé à cette époque membre correspondant de la Royal Society of Arts de Londres.
Dès 1903, il reçoit commande de l’État belge, d’une statue de 5,50 m pour l’exposition de Saint-Louis aux États-Unis. Il sculpte aussi le buste officiel du Roi Albert Ier. On lui doit un buste du prince Léopold, futur roi Léopold III exécutée en 1922 au palais de Bruxelles. 
Il modèle par ailleurs le buste de la Reine Astrid. Le prince Charles, comte de Flandre qui est régent du royaume vient poser à son atelier à Bruxelles. Il a, en outre, la commande par le Fond Reine-Élisabeth pour l’Assistance Médicale aux Indigènes du Congo belge d’un bas-relief qui est aussi frappé en médaille. Il réalise le buste du cardinal Mercier (modelé à l’archevêché de Malines), de ce Camille Huysmans, homme d’État belge, avec qui il entretient une correspondance, ou encore du bourgmestre de Bruxelles, Adolphe Max. 
Son œuvre comporte ainsi pas moins de deux cent cinquante bustes, dont les bustes de Maurice Maeterlinck et du baron Victor Horta.

## Statuaire officiel et créations originales
Dans l’après Première Guerre mondiale, de Bremaecker contribue à la réalisation des nombreux monuments qui honorent la mémoire des morts et des héros qui s’illustrèrent durant ces quatre années terribles. On lui doit à Bruxelles, le buste du monument du général Dossin, près de l’abbaye de la Cambre ; pour la ville de Lobbes, le monument pour les morts de la guerre ; et d’autres encore à Ypres, Nieuport, Bruxelles, Charleroi, etc.
Là où il déploya le plus grand talent d'artiste créateur, c'est en réalisant ses statues et ses statuettes de danseuses. Citons Vers la Joie ou La Danseuse aux cymbales. Elles lui vaudront une commande de la République française pour le musée du Jeu de Paume (aujourd'hui dans les collections du Centre Georges Pompidou). La présentation des danseuses statues, statuettes ou bas-relief suscita immédiatement l'enthousiasme des critiques mais aussi de tous ces contemporains.
Il rend au travers de ses statues hommage à « l'éternel féminin » qui sera d'ailleurs, le titre d'une de ses œuvres. Rompant avec les femmes un peu lourde, sculptée au XIXe siècle, il préfère les lignes fluides, aux mouvements désordonnées ou enchevêtrés, la grâce aérienne des corps en mouvant suspendus dans la perfection de l'instant, à la limite entre le réel et l'imaginaire. Ce refus de se soumettre aux dictas d'une mode venue, souvent, de hors des frontières, lui vaut d'avoir une place à part.

## Une œuvre riche et variée
Les œuvres de Bremaecker font partie du paysage des villes belges. Il produit ainsi par exemple le bas-relief monumental, La Reine Élisabeth de Belgique soignant un blessé, pour le monument du roi Albert Ier à Nieuport. À Bruxelles, on les trouve tant au musée royal de l’Afrique centrale (Tervuren) : Esclave qu'au musée royal de l'Armée et de l'Histoire militaire : les bas-reliefs des généraux  dans la cité même : monument aux gendarmes tués en service commandé, mémorial Puccini, ou encore dans les églises comme une Vierge en bois (grandeur nature) à l'église de l'abbaye de la Cambre et l'église de la Faisanderie (à Stockel). Il gardera toujours d'excellentes relations avec l'archevêché de Malines qui joua un rôle important dans ces commandes. 
À Paris, ses œuvres, dont certaines déjà citées, entrèrent tant l'Institut de France (buste du cardinal Mercier), qu'à l'Opéra Félia Litvine, au musée du Jeu de Paume, à l'hôtel-Dieu de Paris (buste de la Reine Astrid), ou encore à l'hôpital Saint-Louis (Bas-relief du Dr Levy). 
Contrairement à ce qu'une approche trop rapide de cette œuvre très abondante pourrait laisser croire, la Seconde Guerre mondiale ne mit pas un coup d'arrêt à son activité créatrice. En 1952, il réalise le groupe Peleas et Mélisande (inspiré de la scène du puits, aujourd’hui dans les couloirs de la Maison communale de Schaerbeek où il passe les dernières années de sa vie).
Dans un genre tout à fait différent, il réalise des statues en bois présentant les hommes des métiers du bâtiment. Elles sont aujourd'hui visibles près de la Grand'Place de Bruxelles.
Ainsi, jusqu'à ses derniers jours Eugène de Bremaecker vit, pour l'art auquel il croyait, auquel il voua toute sa passion et son enthousiasme. Après avoir eu des ateliers en région parisienne (Neuilly, rue Jacques Dulud) et à Bruxelles (avenue Longchamp, aujourd'hui avenue Winston Churchill), il passe les dernières années de sa vie à Schaerbeek où il avait son atelier.
Il meurt le 18 janvier 1963 à l’hôpital d’Ixelles.

## Quelques œuvres
Les lieux où les œuvres sont localisées, sont sauf avis contraire, ceux où elles ont été placées après leur exécution.
En France
- Paris :
  - palais Mazarin, buste du cardinal Mercier à l'Institut de France ;
  - danseuse, œuvre achetée en 1922 par le musée du Jeu de Paume, aujourd'hui au Centre Georges Pompidou ;
  - musée de l'Opéra (Paris) : haut-relief de Félia Litvinne ;
  - Paris, Hôtel Dieu : buste de la Reine Astrid de Belgique ;
  - Paris, Hôpital Saint-Louis : bas-relief du Docteur Auseiberg.

En Belgique
- Bruxelles :
  - monument À la Gendarmerie (Ixelles), trois statues de 2,10 m ;
  - monument au général Dossin dans le parc de l'abbaye de la Cambre ;
  - mémorial - buste en marbre de Puccini, au Théâtre royal de la Monnaie ;
  - monument Cauderlier au cimetière d'Ixelles ;
  - Vierge à l'Enfant en bois à l'abbaye de la Cambre, dans le chœur de l'église de La Cambre ;
  - Vierge à l'Enfant en pierre dans le chœur de l'église de la Faisanderie à Stockel ;
  - deux statues en bois : l'architecte et le maçon dans le hall d'entrée du douze rue de l'Étuve (visible de l'extérieur).
  - Buste de Fernand Demets, bourgmestre d'Anderlecht et gouverneur de la Province de Barbant, hôtel communal d'Anderlecht.
  - Buste d'Henri Jaspar au Palais de Justice de Bruxelles.
- En Flandre : 
  - au Musée royal de l’Afrique centrale (néerlandais : Koninklijk Museum voor Midden-Afrika): Esclave, œuvre en ivoire ;
  - bustes en marbre du roi Albert 1er et de la reine Élisabeth exécuté pour le Palais de la Province d'Anvers[pas clair]Provincie paleis Antwerpen[4].

## Médailles
- Médaille commémorative de la guerre 1914 - 1918 (remise à tous les soldats mobilisés ou engagés volontaires.
- Médaille du Volontaire de guerre combattant, réservée aux volontaires ayant combattu.